# Bušnje
Bušnje (en serbe cyrillique : Бушње) est un village du nord du Monténégro, dans la municipalité de Pljevlja.

## Démographie

### Évolution historique de la population
| 1948 | 1953 | 1961 | 1971 | 1981 | 1991 | 2003 |
| ---- | ---- | ---- | ---- | ---- | ---- | ---- |
| 156  | 312  | 319  | 261  | 218  | 185  | 162  |